# Abdullah (Schiff, 2015)
Die Abdullah ist ein Massengutfrachter, der im März 2024 von Piraten vor der Küste Somalias gekapert wurde und im April desselben Jahres wieder freigelassen wurde.

## Geschichte und Charakteristika
Das Schiff wurde als Massengutfrachter der Maße Supramax auf der japanischen Werft Shin Kurushima Toyohashi in Toyohashi von 2014 bis 2015 gebaut und unter dem Namen Golden Hawk (dt. übersetzt: Goldener Falke) an die ebenfalls japanische Reederei Doun Kisen K.K. abgeliefert. Das Schiff hat ein Ladevolumen von 70.183 m3 und drei bordeigene Ladekräne.
Das Schiff wurde lange Zeit von der norwegischen Golden Ocean Group bereedert. Ende 2023 erwarb die Golden Ocean Group die Golden Hawk schließlich für 15,3 Millionen US-Dollar und verkaufte das Schiff für 21,3 Millionen US-Dollar weiter. Zum Zeitpunkt der Entführung war die bangladeschische KSRM Group, durch das Zweigunternehmen S. R. Shipping, Schiffseigner des nach dem Kauf in Abdullah umbenannten Schiffes.

## Kaperung 2024
Im März 2024 befand sich das Schiff auf einer Fahrt von Maputo, Mosambik, nach Dubai, Vereinigte Arabische Emirate, mit 55.000 Tonnen Kohle an Bord, als es am 12. März, 500 Seemeilen vor der Küste von Puntland, Somalia, von somalischen Piraten geentert wurde. Die Piraten ließen das Schiff schließlich vier Seemeilen vor Godobjiran ankern und kontaktierten neun Tage nach der Kaperung die Schiffseigner.
Am Morgen des 14. Aprils ließen die Entführer das Schiff, die Ladung und die Besatzung frei, nachdem sie 5 Millionen US-Dollar erhalten hatte. Kurz nach der Freilassung meldeten somalische Behörden die Festnahme von acht an der Entführung beteiligten Piraten.
Die Besatzung der Abdullah setzte daraufhin die geplante Reise fort. Nach dem Löschen der Ladung in den Emiraten nahm das Schiff 56.391 Tonnen Kalkstein auf und erreichte im Mai die Küste ihres Heimathafens Chittagong, wo die Besatzung, nach Umschiffen, feierlich von Vertretern der Reederei, des Bürgermeisters und Angehörigen begrüßt wurde.